# Selezioni giovanili della nazionale maschile di pallavolo dell'Italia
Le selezioni giovanili della nazionale maschile di pallavolo dell'Italia sono gestite dalla Federazione Italiana Pallavolo (FIPAV) e partecipano ai tornei pallavolistici internazionali per squadre nazionali maschili limitatamente a specifiche classi d'età.

## Under 23
La selezione nazionale under 23 rappresentava l'Italia nelle competizioni internazionali dove il limite di età è di 23 anni.
| Campionato mondiale | Campionato mondiale |
| Edizione            | Piazzamento         |
| ------------------- | ------------------- |
| 2013                | non qualificata     |
| 2015                | 3º posto            |
| 2017                | non qualificata     |

## Under 22
La selezione nazionale under 22 rappresenta l'Italia nelle competizioni internazionali dove il limite di età è di 22 anni.
| Campionato europeo | Campionato europeo |
| Edizione           | Piazzamento        |
| ------------------ | ------------------ |
| 2022               | 1º posto           |
| 2024               | 2º posto           |

## Under 21
La selezione nazionale under 21 rappresenta l'Italia nelle competizioni internazionali dove il limite di età è di 21 anni.
| Campionato mondiale | Campionato mondiale |
| Edizione            | Piazzamento         |
| ------------------- | ------------------- |
| 1977                | non qualificata     |
| 1981                | non qualificata     |
| 1985                | 2º posto            |
| 1987                | non qualificata     |
| 1989                | 9º posto            |
| 1991                | 2º posto            |
| 1993                | 2º posto            |
| 1995                | 3º posto            |
| 1997                | 6º posto            |
| 1999                | 6º posto            |
| 2001                | 4º posto            |
| 2003                | 13º posto           |
| 2005                | non qualificata     |
| 2007                | 4º posto            |
| 2009                | non qualificata     |
| 2011                | non qualificata     |
| 2013                | 3º posto            |
| 2015                | 5º posto            |
| 2017                | 9º posto            |
| 2019                | 2º posto            |
| 2021                | 1º posto            |
| 2023                | 2º posto            |

## Under 20
La selezione nazionale under 20 rappresenta l'Italia nelle competizioni internazionali dove il limite di età è di 20 anni.
| Campionato europeo | Campionato europeo |
| Edizione           | Piazzamento        |
| ------------------ | ------------------ |
| 1966               | 8º posto           |
| 1969               | 4º posto           |
| 1971               | 6º posto           |
| 1973               | 4º posto           |
| 1975               | 7º posto           |
| 1977               | 7º posto           |
| 1979               | 5º posto           |
| 1982               | 5º posto           |
| 1984               | 3º posto           |
| 1986               | 6º posto           |
| 1988               | 2º posto           |
| 1990               | 2º posto           |
| 1992               | 1º posto           |
| 1994               | 3º posto           |
| 1996               | 2º posto           |
| 1998               | 6º posto           |
| 2000               | 2º posto           |
| 2002               | 1º posto           |
| 2004               | 8º posto           |
| 2006               | 3º posto           |
| 2008               | 5º posto           |
| 2010               | 7º posto           |
| 2012               | 1º posto           |
| 2014               | 5º posto           |
| 2016               | 4º posto           |
| 2018               | 7º posto           |
| 2020               | 2º posto           |
| 2022               | 1º posto           |
| 2024               | 5º posto           |

## Under 19
La selezione nazionale under 19 rappresenta l'Italia nelle competizioni internazionali dove il limite di età è di 19 anni.
| Campionato mondiale | Campionato mondiale |
| Edizione            | Piazzamento         |
| ------------------- | ------------------- |
| 1989                | non qualificata     |
| 1991                | non qualificata     |
| 1993                | non qualificata     |
| 1995                | 2º posto            |
| 1997                | 1º posto            |
| 1999                | non qualificata     |
| 2001                | 13º posto           |
| 2003                | 9º posto            |
| 2005                | 3º posto            |
| 2007                | non qualificata     |
| 2009                | 8º posto            |
| 2011                | non qualificata     |
| 2013                | non qualificata     |
| 2015                | 5º posto            |
| 2017                | 9º posto            |
| 2019                | 1º posto            |
| 2021                | 6º posto            |
| 2023                | 7º posto            |
| 2025                | 5º posto            |

| Festival olimpico estivo della gioventù europea | Festival olimpico estivo della gioventù europea |
| Edizione                                        | Piazzamento                                     |
| ----------------------------------------------- | ----------------------------------------------- |
| 2003                                            | 8º posto                                        |
| 2009                                            | non qualificata                                 |
| 2011                                            | non qualificata                                 |
| 2013                                            | 4º posto                                        |
| 2015                                            | 3º posto                                        |
| 2017                                            | 1º posto                                        |
| 2019                                            | 1º posto                                        |
| 2021                                            | 1º posto                                        |
| 2023                                            | 2º posto                                        |

| Campionato europeo | Campionato europeo |
| Edizione           | Piazzamento        |
| ------------------ | ------------------ |
| 1995               | 2º posto           |
| 1997               | 1º posto           |
| 1999               | 8º posto           |
| 2001               | 4º posto           |
| 2003               | 3º posto           |
| 2005               | 3º posto           |
| 2007               | 8º posto           |
| 2009               | 9º posto           |
| 2011               | non qualificata    |
| 2013               | 7º posto           |
| 2015               | 2º posto           |
| 2017               | 2º posto           |

NB: Il XVI Festival olimpico estivo della gioventù europea (edizione del 2021) si è svolto eccezionalmente nel 2022 con nazionali under 20.

## Under 18
La selezione nazionale under 18 rappresenta l'Italia nelle competizioni internazionali dove il limite di età è di 18 anni.
| Festival olimpico estivo della gioventù europea | Festival olimpico estivo della gioventù europea |
| Edizione                                        | Piazzamento                                     |
| ----------------------------------------------- | ----------------------------------------------- |
| 2025                                            | 3º posto                                        |

| Campionato europeo | Campionato europeo |
| Edizione           | Piazzamento        |
| ------------------ | ------------------ |
| 2018               | 3º posto           |
| 2020               | 1º posto           |
| 2022               | 1º posto           |
| 2024               | 2º posto           |

## Under 17
La selezione nazionale under 17 rappresenta l'Italia nelle competizioni internazionali dove il limite di età è di 17 anni.
| Campionato mondiale | Campionato mondiale |
| Edizione            | Piazzamento         |
| ------------------- | ------------------- |
| 2024                | 1º posto            |

| Campionato europeo | Campionato europeo |
| Edizione           | Piazzamento        |
| ------------------ | ------------------ |
| 2017               | 1º posto           |
| 2019               | 5º posto           |
| 2021               | 4º posto           |
| 2023               | 1º posto           |

## Under 16
La selezione nazionale under 16 rappresenta l'Italia nelle competizioni internazionali dove il limite di età è di 16 anni.
| Campionato europeo | Campionato europeo |
| Edizione           | Piazzamento        |
| ------------------ | ------------------ |
| 2025               | 1º posto           |